# 2.º Regimiento Extranjero de Paracaidistas
La 2.ª Brigada de Paracaidistas (del francés: '2ème Régiment Étranger de Parachutistes, 2ème REP') es un regimiento de Fuerzas aerotransportadas en la Legión Extranjera Francesa. Es parte de la 11a Brigada de Paracaidistas y la punta de lanza de la Fuerza de reacción rápida. Pertenecientes al GCP del ejército de Francia junto a otras  unidades de operaciones especiales siendo reconocidos oficialmente por el ejército de Francia como un grupo de operaciones especiales pero sin contar en el mando de operaciones especiales del ejército de Francia igual que el GIGN y el RAID estando catalogados como uno de los grupos de operaciones  especiales más letales del mundo actualmente  

## Historia

### Indochina
Como consecuencia de los éxitos de la (1.er BEP) en la Guerra de Indochina, la 2eme Battalion Étranger de Parachutistes o 2nd Batallón Extranjero de Paracaidistas (2ème BEP) fue formada el 9 de octubre de 1948, en el principal cuartel de la legion en Sidi Bel Abbes, Argelia. El batallón fue desplegado en Indochina en enero de 1949, donde sirvió como sector troops desde febrero hasta noviembre.
En 1950, el batallón se constituyó como una parte de la Reserva General en Indochina. Tras la derrota francesa en Batalla de Cao Bằng en octubre de 1950, el batallón fue transportado por navíos hasta el Norte de Vietnam. El batallón formó parte en muchas batallas, incluida la primera Batalla de Nghia Lo (octubre de 1951), el Río Negro (noviembre-diciembre de 1951), y la lucha por Route Coloniale 6 (enero - febrero de 1952) durante la Batalla de Hoa Binh.
El batallón realizó un despliegue sobre Dien Bien Phu como refuerzo durante la Batalla de Dien Bien Phu (marzo-mayo de 1954). Combatiendo sin refuerzos, remanentes del 1.er y 2.º BEP se vieron desbordados después de un asalto final por fuerzas del Viet Minh; menos de 100 legionarios de la 2éme BEP fueron cogidos prisioneros. El 1 de diciembre de 1954, los supervivientes fueron liberados después del Armisticio, el 2éme BEP fue después reconstituido con reemplazos, y volvieron en barco a la Argelia Francesa.
El 5 de junio de 1956, la 2ème BEP fue ampliada a un regimiento completo, y se rediseñó como el 2ème Régiment Étranger de Parachutistes (2ème REP), o 2º Regimiento Extranjero de Paracaidistas.

### Zaire
El 13 de mayo de 1978 fuerzas rebeldes apoyadas por Angola y países del bloque oriental ocuparon Kolwezi, bloqueando la explotación de uno de los principales centros mineros del entonces Zaire. El dictador Mobutu Sese Seko solicitó ayuda a diversos países occidentales como los Estados Unidos, Bélgica y Francia colaborar en la misión de expulsar a los alzados en armas. Miembros del 2º batallón de paracaidistas de la Legión Extranjera francesa fueron enviados para poner término a la ocupación, pese a las claras desventajas en que se encontraban. El 19 de mayo intervinieron en combate que perduraron hasta el mediodía siguiente, logrando la expulsión de los rebeldes. La batalla se saldó con la muerte de entre 250 y 700 africanos, 170 europeos y 6 paracaidistas (5 franceses, 1 belga).

## Hoy
La 2nd REP forma parte de la 11e Brigade Parachutiste así como la French Rapid Reaction Force, tiene su base cerca de la ciudad de Calvi en la isla de Córcega.

## Galería

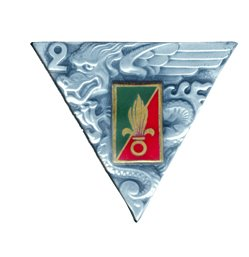
Insignia del 2nd Regimiento Extranjero de Paracaidistas
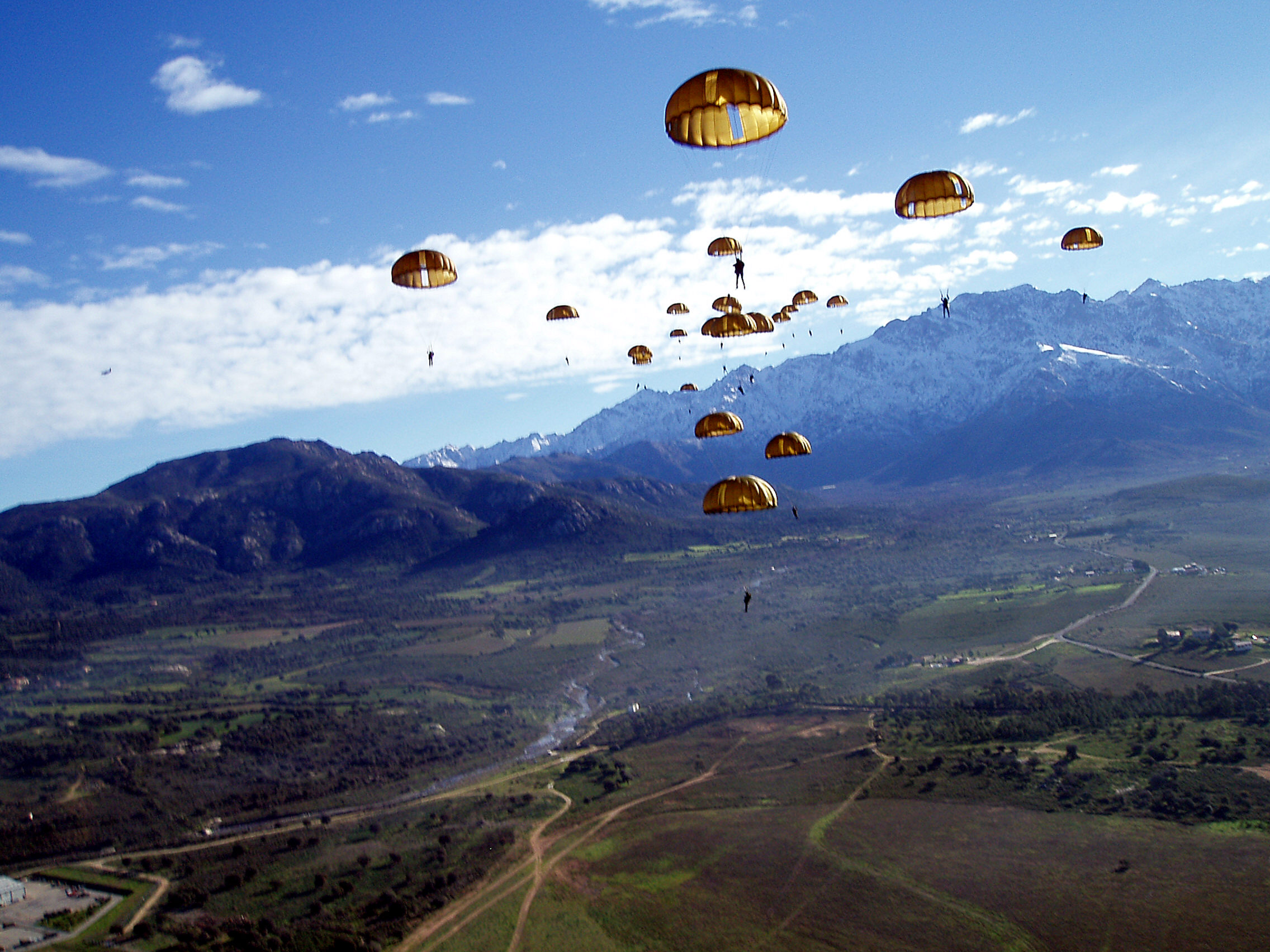
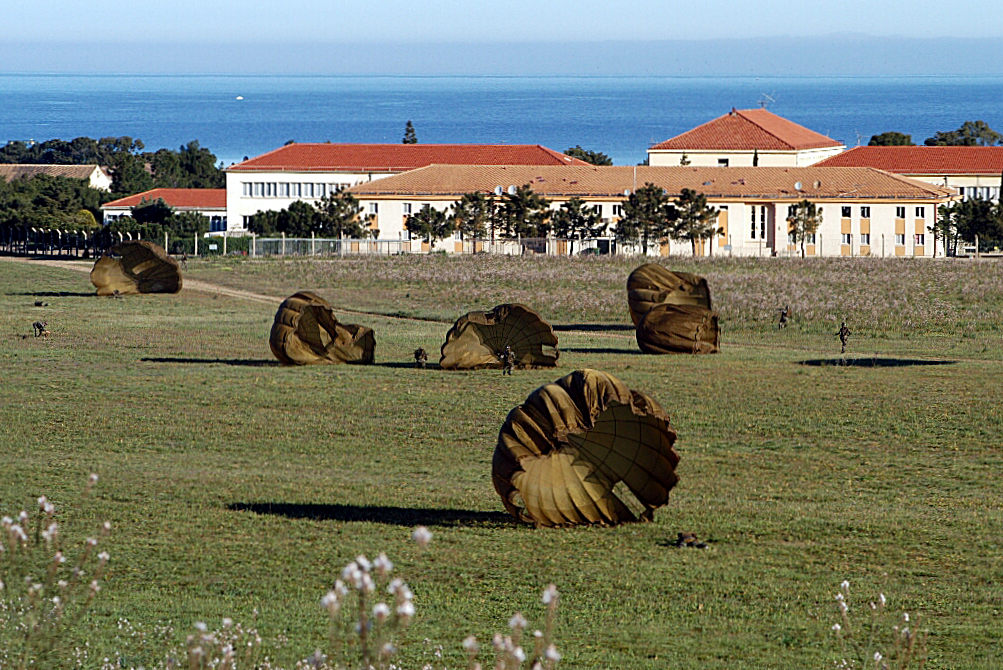
Soldados aterrizando en Calvi en un curso de entrenamiento
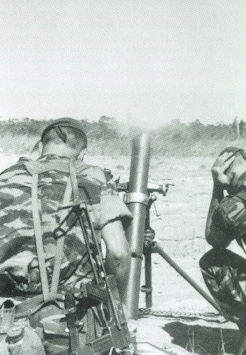
Batalla de Kolwezi, 1978

## Composición
Está compuesta por 405 a 420 hombres divididos en 5 compañías y un equipo selecto de apoyo para las demás compañías 
-Una compañía de combate urbano (70 hombres)
-Una compañía de combate en montaña(80 hombres)
-Una compañía de combate anfibia (70 hombres)
-Una compañía de combate desértico (80 hombres)
-Una compañía de francotiradores y destructores (20 francotiradores) y (50 destructores)
-La de apoyo CIE (Equipo Real) (información clasificada se estima entre 35 a 50 miembros).

## Comandantes
| - Capitán Jean Solnon (1948-1950) - Capitán Léon Dussert (1950) - Mayor Rémy Raffalli (1950-1951) - Mayor René Bloch (1952-1953) - Mayor Albert Merglen - Mayor Hubert Liesenfelt (1953-1954) - Capitán Claudius Vial (1954) - Mayor Georges Masselot (1954-1955) - Teniente coronel Devismes (1955-1958) - Mayor Georges Masselot (February-April 1958) - Coronel Jacques Lefort (1958-1960) - Teniente coronel Darmuzai (1960-1961) - Teniente coronel Maurice Chenel (1961-1963) - Teniente coronel Robert Caillaud (1963-1965) - Teniente coronel Paul Arnaud de Foïard (1965-1967) - Teniente coronel Jeannou Lacaze (1967-1970) - Teniente coronel Dupoux (1970-1972) - Teniente coronel Goupil (1972-1974) | - Teniente coronel Brette (1974-1976) - Coronel Philippe Erulin (1976-1978) - Teniente coronel Roue (1978-1980) - Coronel Michel Guignon (1980-1982) - Teniente coronel Janvier (1982-1984) - Coronel Raymond Germanos (1984-1986) - Coronel Wabinski (1986-1988) - Coronel Coevoet (1988-1990) - Coronel Gausseres (1990-1992) - Coronel Poulet (1992-1994) - Coronel Bruno Dary (1994-1996) - Coronel Benoît Puga (1996-1998) - Teniente coronel Prevost (1998-2000) - Coronel Alain Bouquin (2000-2002) - Coronel Emmanuel Maurin (2002-2004) - Coronel Paulet (2004-2006) - Coronel Brice Houdet (2006-2008) - Coronel Eric Bellot des Minières (2008- ) |

## Oficiales y legionarios famosos
| - Erwan Bergot - Ante Gotovina - Georges Hamacek | - Simon Murray - Hélie de Saint Marc - Dominique Vandenberg |

## Batallas importantes
- Camarón 1863[1]
- Indochina 1949-1954